# God
Gód (redkeje tudi imendan) je osebni praznik na dan koledarskega svetnika. V preteklosti je bil god pomembnejši praznik kot rojstni dan. Oseba praznuje svoj god na smrtni dan krščanskega svetnika.